# Casa de Isla Negra

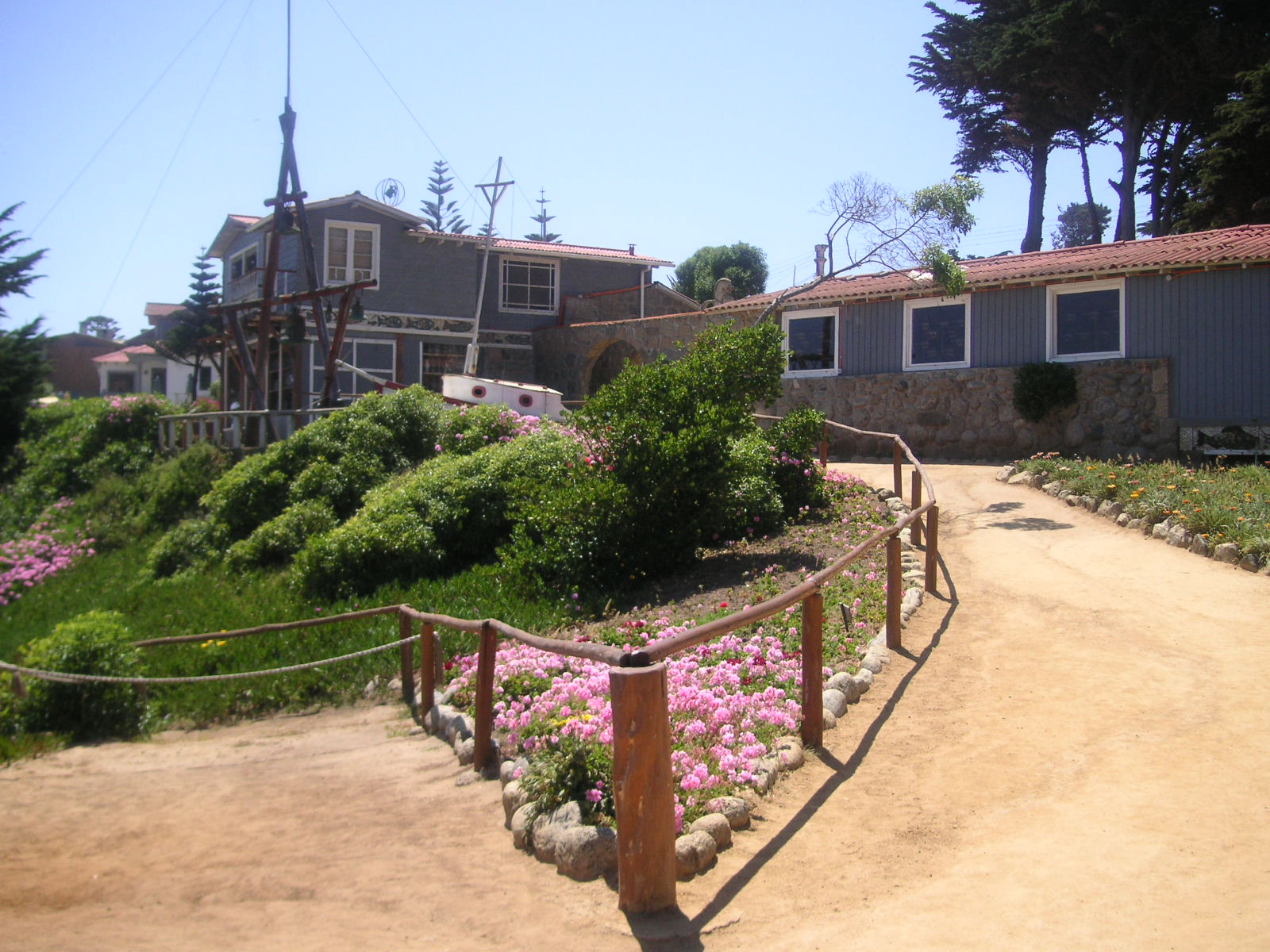
Casa de Isla Negra.

La Casa de Isla Negra è stata una delle tre residenze di Pablo Neruda in Cile. Si trova a Isla Negra, sulla costa di El Quisco, a circa 45 km a sud di Valparaíso e a 96 km ad ovest di Santiago del Cile.

## Storia
Era la sua casa preferita, dove lui e la sua terza moglie, Matilde Urrutia, trascorrevano la maggior parte del loro tempo in Cile. Neruda, amante del mare e di tutte le cose marittime, costruì la casa in maniera che assomigliasse a una nave con soffitti bassi, pavimenti in legno scricchiolante e passaggi stretti. Da collezionista appassionato, ogni stanza ha una diversa collezione di bottiglie, polene di navi, mappe, navi in bottiglia e un'impressionante serie di conchiglie, che si trovano nella stanza denominata Sotto il mare.
Neruda si innamorò della casa visitando la zona e chiese un anticipo, al suo editore Carlos George-Nascimento, che gli fornì i soldi per l'acquisto. Neruda originariamente intendeva che la casa fosse utilizzata come punto d'incontro per gli scrittori e dedicò il posto a Nascimento come segno della sua gratitudine.
Neruda e Urrutia sono stati sepolti nella casa.
Isla Negra (isola nera) si riferisce a una roccia affiorante nelle vicinanze, tuttavia Isla Negra non è un'isola. Durante l'inverno, l'area è soggetta a forti piogge, che ispirarono Neruda a scrivere la sua  Ode alla tempesta. Isla Negra è stata anche l'ispiratrice per molte altre poesie di Neruda.
La casa è stata trasformata in un museo, gestito dalla Pablo Neruda Foundation, ed è visitata da numerosi turisti.